# Aelurillus simplex
Aelurillus simplex är en spindelart som först beskrevs av Ottó Herman 1879.  
Aelurillus simplex ingår i släktet Aelurillus och familjen hoppspindlar. Inga underarter finns listade i Catalogue of Life.